# Portland Rosebuds
Portland Rosebuds je ime, ki sta ga uporabljali dve ločeni hokejskih moštvi iz Portlanda, Oregon. Obe moštvi sta domače tekme igrali v dvorani Portland Ice Arena. 

## PCHA moštvo
Prvo moštvo je igralo v ligi PCHA od sezone 1914/15 do leta 1918. Leta 1916 je postalo prvo ameriško moštvo, ki je sodelovalo na finalu Stanleyjevega pokala. 

## WHL moštvo
Drugo moštvo se je rodilo, ko se je moštvo Regina Capitals preselilo v Portland za WHL sezono 1925/26, ki je bila zadnja sezona lige Western Hockey League (WHL). 
Ko je liga razpadla, so bili igralci iz Saskatoona prodani v moštvo Montreal Maroons. Frank Patrick se je nato izpogajal za prodajo preostalih WHL igralcev v ligo NHL. Igralci, ki so čakali na prodajo, so bili razporejeni v tri moštva, moštvo Victoria Cougars, Portland Rosebuds in tretje moštvo, ki naj bi bilo sestavljeno iz najboljših igralcev iz Calgaryja, Edmontona in Vancouvra. Naposled je prišlo do dogovora, po katerem so bili igralci Rosebudsov za 100.000 $ prodani v novo širitveno moštvo lige NHL - moštvo Chicago Black Hawks. 